# Quandt (familie)

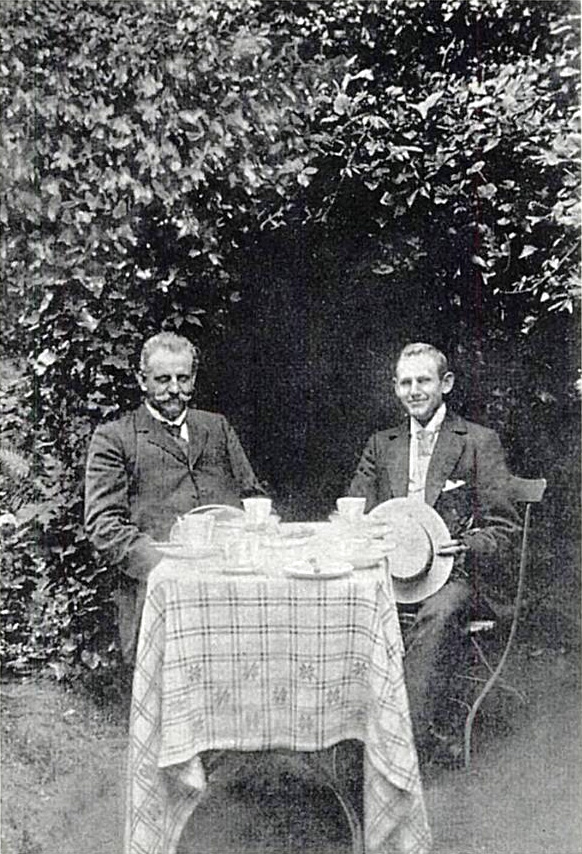
Emil en Günther Quandt (1900)

Quandt is de familienaam van een industriële dynastie die al meer dan honderd jaar een stempel drukt op de wapen-, de chemische, de metaal- en de automobielindustrie in Duitsland. Tegenwoordig zijn de leden vooral achter de schermen actief in hun eigen investeringsmaatschappijen, die hen tot de rijkste inwoners van Duitsland hebben gemaakt.

## Günther Quandt
Emil Quandt (1849-1925) stamde uit een textielfamilie. Zijn voorouders trokken rond 1700 uit Holland naar Brandenburg, en werkten als wevers. Hij nam in 1883 het bedrijf in Pritzwalk van zijn werkgever over en sloot een voordelig huwelijk met de dochter van een grote textielfabrikant. Met zijn schoonvaders bedrijf Reichswolle AG leverde hij tijdens de Eerste Wereldoorlog uniformen aan de Reichswehr.
Zoon Günther Quandt (1881-1954) richtte zich naast de textiel op de metaalindustrie. Hij belegde de oorlogswinsten in de aankoop van de accufabriek AFA (Accumulatoren Fabrik Aktiengesellschaft, het latere VARTA) in Berlijn-Hagen. Hij werd ook actief in de wapenindustrie en produceerde onder meer het Mausergeweer. Verder nam hij aandelenbelangen in de opkomende automobielbedrijven Daimler Benz en BMW.
Günthers eerste vrouw was in 1918 bezweken aan de Spaanse griep, en hij hertrouwde in 1921 met Magda Ritschel, een meisje half zo oud als hijzelf. In 1929 scheidde het paar. Magda ging in Berlijn aan de slag voor de NSDAP, zij leerde daar propagandaleider Joseph Goebbels kennen en trouwt met hem in december 1931. Zij werd zeer bekend als Magda Goebbels.
Günther zelf was betrokken bij het naziregime vanaf de Machtergreifung in 1933. Hij woonde de geheime bijeenkomst bij in de ambtswoning van Hermann Göring, president van de Rijksdag, op 20 februari 1933, drie weken na de vorming van het kabinet-Hitler. De top van het Duitse bedrijfsleven zegde daar 2 miljoen rijksmark toe aan de aanstaande verkiezingscampagne van de NSDAP.
Quandt deed grote zaken met de nazi's, zijn Deutsche Waffen- und Munitionsfabriken (DWM) verdienden goed aan de Duitse herbewapening. Met zijn vermogen steunde hij de SS en hij werd beloond met de titel van "Reichswirtschaftsführer". Hij bemachtigde bezittingen van onteigende joodse industriëlen tegen spotprijsjes. Zijn accu's waren onderdeel van de U-boten en de V2-raketten. In de jaren 1940-1945 werkten in zijn fabrieken 50.000 dwangarbeiders uit de concentratiekampen en de bezette buurlanden. Twee van de fabrieken beschikken zelfs over een eigen concentratiekamp met executieplaats. In het vooronderzoek van de Processen van Neurenberg werd het dossier-Quandt geseponeerd, omdat de Amerikaanse bezettingsautoriteiten Günther nuttig achtten voor de opbouw van een economisch krachtig West-Duitsland.
In 1954 overlijdt hij op 73-jarige leeftijd. Zijn twee zonen, Herbert en Harald, werden ieder voor de helft eigenaar van het opgebouwde familievermogen. Harald richtte zich op de metaalindustrie en machinebouw, maar kwam vooral in het nieuws als hobbypiloot. Hij vloog in 1967 met een zakenvliegtuig in Italië tegen een bergwand en kwam hierbij om het leven. Herbert nam de textiel-, chemie-, elektro- en automobielactiviteiten, waaronder een aandelenbelang van 10% in Daimler Benz en 30% in BMW.

## Herbert Quandt
Günther Quandt had drie zonen. Helmut, de oudste, stierf al in 1927 en de jongste, Harald, kwam om het leven in 1967. Harald, opgegroeid in het gezin Goebbels, was aan het einde van de Tweede Wereldoorlog in dienst als parachutist bij de Luftwaffe en afwezig toen zijn moeder haar andere zes kinderen en zichzelf doodde. Na de oorlog was hij behalve civiel ingenieur ook een playboy.
De middelste zoon, Herbert Quandt (1910-1982), was tijdens de oorlog personeelschef van de AFA in Hannover, waar de familie een eigen concentratiekamp liet bouwen met 1500 plaatsen. Volgens de boeken moesten maandelijks 80 mannen wegens sterfte worden vervangen door nieuwe dwangarbeiders uit Neuengamme in de omgeving van Hamburg.
Herbert is buiten Duitsland vooral bekend als redder van de BMW-fabrieken in München. In 1959 dreigde dat bedrijf ten onder te gaan. Na een financiële injectie door Herbert, waarmee hij meer dan 50% van de aandelen in handen kreeg, kon het nieuwe model BMW 700 in productie worden genomen en krabbelde BMW met Herbert als grote baas achter de schermen weer overeind om in de volgende jaren op te klimmen tot een van de pijlers van de Zuid-Duitse economie.
Het Quandt-concern was eigenaar van KUKA toen daar in 1973 de eerste industriële robot werd ontwikkeld. Ook vormde Herbert in 1977 het AFA-concern om tot Altana AG, een farmacologisch conglomeraat dat vooral bekend is van de maagzuurremmer Pantoprazol.
Herbert overleed in juni 1982. Hij was drie keer getrouwd en kreeg vier dochters en twee zonen: Sylvia, Sonja, Sabina, Sven, Susanne en Stefan. In 1960 huwde hij zijn derde en laatste vrouw, Johanna Maria Bruhn. Met haar kreeg hij twee kinderen, Susanne en Stefan. Uit de erfenis kreeg zij 16,7% van de aandelen BMW in handen. Johanna Quandt overleed in augustus 2015, zij was 89 jaar oud. Van de zes kinderen zijn Stefan, Susanne en Sven het meest bekend. Verder is de familie zeer publiciteitsschuw.

## Stefan Quandt
De kinderen uit het derde huwelijk van Herbert, zoon Stefan (1966) en dochter Susanne (1962), zijn grootaandeelhouders in BMW. Stefan heeft een aandelenbelang van 23,6%. Zijn vermogen per eind 2023 wordt geschat op US$ 25 miljard. Hij is sinds 1997 lid van de raad van commissarissen bij BMW en vanaf 1999 vice-voorzitter van de raad. Stefan heeft industriële techniek gestudeerd aan de Technische Universiteit in Karlsruhe.

## Susanne Klatten
Susanne heeft 19,1% van de BMW aandelen in handen en zij is lid van de raad van commissarissen. Susanne, die bedrijfskunde studeerde in Buckingham (GB), heeft de leiding van SKion waarin ook de aandelen Altana zijn opgenomen. Zij is in 1990 gehuwd met BMW-ingenieur Jan Klatten. In 2007 kwam ze in het nieuws toen ze bleek te worden afgeperst door een gigolo. In 2018 scheidde zij van Jan Klatten.

## Sven Quandt
Sven Quandt (1956) is een zoon van Herbert uit diens tweede huwelijk. Sinds zijn 23e is hij commissaris bij de verschillende familiebedrijven, maar hij is vooral bekend uit de wereld van de rallysport. Van 1991 tot 1998 nam hij als bestuurder van het GECO Raid Sport-team deel aan de Rally Parijs-Dakar. In 1998 werd hij in Mitsubishi Pajero wereldkampioen rallyrijden.
In 2001 vormde hij X-Raid, een privérallyteam dat vanaf 2002 deelneemt aan Rally-raids zoals de Dakar-rally. Het team bouwt BMW's van het type X3 om tot rally-auto's. In 2011 schreef het team voor het eerst ook een zelf geprepareerde Mini Countryman in.
Sven was het enige lid van de familie dat in 2007 de documentairemaker Michael Hanfeld te woord wilde staan toen deze het oorlogsverleden van zijn vader en grootvader in beeld bracht. Het commentaar van de coureur kwam erop neer, dat niemand er baat bij had deze geschiedenis op te rakelen.

## Politieke donaties
De Quandts zijn gulle gevers aan de politieke partijen in de Bondsrepubliek, die nog geen limiet kent aan de schenkingen aan verkiezingscampagnes. De CDU ontvangt verreweg de grootste bedragen, gevolgd door de FDP. Maar ook de SPD heeft in tien jaar tijd een miljoen euro aan steun ontvangen. Opschudding ontstond in oktober 2013, toen Johanna en haar kinderen elk 230.000 euro doneerden in de week, waarin de Europese Raad onder druk van bondskanselier Merkel afzag van een aanscherping van de normen voor de uitstoot van uitlaatgassen. Een samenhang tussen de giften, tezamen dus 690.000 euro, en het Europese besluit, werd door zowel de Quandts als de CDU in alle toonaarden ontkend.

## Naslagwerk
- (de)  Scholtyseck, Joachim Der Aufstieg der Quandts: Eine Deutsche Unternehmerdynastie, (2011) ISBN 978-3-406-62251-9